# Scironis tarsalis
Espèce
Synonymes
- Tmeticus tarsalis Emerton, 1911

Scironis tarsalis est une espèce d'araignées aranéomorphes de la famille des Linyphiidae.

## Distribution
Cette espèce se rencontre au Canada en Colombie-Britannique, en Alberta, en Saskatchewan, au Manitoba, en Ontario, au Québec, au Nouveau-Brunswick, en Nouvelle-Écosse et en Terre-Neuve-et-Labrador et aux États-Unis au Maine, au New Hampshire, au Vermont, au Massachusetts, dans l'État de New York, au Michigan et au Washington et en Alaska.

## Publication originale
- Emerton, 1911 : New spiders from New England. Transactions of the Connecticut Academy of Arts and Sciences, vol. 16, p. 383-407 (texte intégral).